# Richard Müller (chemik)
Richard Gustav Müller (17. července 1903 Hartha – 7. července 1999 Radebeul) byl německý chemik. Současně s Eugenem G. Rochowem nezávisle objevil  v roce 1941 proces výroby organických sloučenin křemíku, později nazvaný Müllerův–Rochowův proces. Tato syntéza je mědí katalyzovaná reakce chlormethanu s křemíkem. Müller obdržel v roce 1952 Národní cenu NDR za tuto práci.

## Život
Müller se narodil v Hartě ve spolkové zemi Sasko. Navštěvoval obecnou školu v Hartě a gymnázium G. E. Lessinga v Döbelnu. V letech 1923–1931 studoval na Lipské univerzitě, kde získal doktorát z chemie. Od roku 1933 pracoval jako vedoucí laboratoře v chemické továrně v Radebeulu, která je známá jako první továrna na světě vyrábějící kyselinu salicylovou v průmyslovém měřítku. V rámci výzkumu v této továrně se mu v roce 1941 podařilo vyvinout průmyslovou výrobu methylchlorosilanů, což jsou klíčové meziprodukty pro výrobu silikonů.
V letech 1954 až 1972 vyučoval Müller jako vedoucí Ústavu pro chemii silikonů a fluorovaných uhlovodíků na Technické univerzitě v Drážďanech, kde mu Fakulta matematiky a přírodních věd v roce 1992 udělila čestný doktorát. Byly zvláště oceněny jeho průkopnické práce na průmyslově využitelné syntéze methylchlorosilanů, a jeho vědecký přínos k rozvoji organokřemičité chemie a jeho dlouholetá pedagogická činnost na univerzitě.
V roce 2001 byla v Radebeulu na jeho počest pojmenována ulice Richard-Müller-Straße.